# Hopper Tunity Box
Hopper Tunity Box es el segundo álbum en solitario del bajista inglés Hugh Hopper.

## Lista de canciones
1. «Hopper Tunity Box»
2. «Miniluv»
3. «Gnat Prong»
4. «The Lonely Sea And The Sky»
5. «Crumble»
6. «Lonely Woman» (Ornette Coleman)
7. «Mobile Mobile»
8. «Spanish Knee»
9. «Oyster Perpetual»[1]

## Personal
- Hugh Hopper - bajo, guitarra, saxofón soprano, percusión
- Mike Travis - batería
- Dave Stewart - órgano, Pianet, oscillators
- Gary Windo - clarinete bajo, saxofón
- Richard Brunton - guitarra
- Elton Dean - saxofón alto, saxello
- Mark Charig - corneta
- Frank Roberts - piano eléctrico
- Nigel Morris - batería